# Al XIV-lea amendament la Constituția Statelor Unite ale Americii
Al XIV-lea amendament la Constituția Statelor Unite a fost adoptat la 9 iulie 1868, fiind unul dintre amendamentele adoptate în perioada Reconstrucției. Considerat adesea drept unul dintre cele mai importante amendamente, abordând chestiunea cetățeniei și protecția egală în fața legii, acesta a reprezentat o reacție la dificultățile pe care le întâmpinau sclavii dezrobiți⁠(d) după încheierea Războiului Civil American. Acesta a fost vehement contestat, în special de Statele Confederate ale Americii, care au fost obligate să-l ratifice pentru a-și redobândi locurile în Congresul Statelor Unite. Amendamentul, cu precădere prima sa secțiune, este unul dintre cele mai disputate texte din Constituției, numeroase decizii de referință ale Curții Supreme fiind stabilite în baza acestuia - Brown v. Board of Education⁠(d) (1954) privind segregarea rasială, Roe v. Wade (1973) privind avortul, Bush v. Gore⁠(d) (2000) privind alegerile prezidențiale din 2000 și Obergefell v. Hodges⁠(d) (2015) privind căsătoria între persoane de același sex. 
Prima secțiune a amendamentului include mai multe prevederi: Clauza Citizenship⁠(d), Clauza Privileges or Immunities⁠(d), Clauza Due Process⁠(d) și Clauza Equal Protection⁠(d). Prima clauza include o definiție cuprinzătoare a cetățeniei, anulând decizia Curții Supreme în cazul Dred Scott v. Sandford (1857), care susținea că urmașii sclavilor africani nu putea fi cetățeni ai Statelor Unite. Începând de la Cazurile Slaughter-House⁠(d) (1973), a doua clauză a fost interpretată ca având foarte puțină influență.
Clauza Due Process interzice guvernelor statale și locale să priveze persoanele de viață, libertate sau proprietate fără o procedură echitabilă. Curtea Supremă a hotărât că datorită acestei clauze, o mare parte din Legea Drepturilor poate fi aplicată la nivel de stat⁠(d) exact așa cum este aplicată guvernului federal și în același timp contribuie la recunoașterea condițiilor procedurale⁠(d) și de fond⁠(d) pe care legislația statală trebuie să le îndeplinească. Clauza Equal Protection solicită fiecărui stat să ofere protecție în mod egal în fața legii tuturor persoanelor, inclusiv a celor fără cetățenie, aflate în jurisdicția sa.
A doua, a treia și a patra secțiune a amendamentului sunt rareori disputate. Cu toate acestea, fragmentul „rebeliune sau comiterea altei infracțiuni” din a doua secțiune a fost citată ca temei constituțional pentru privarea de drept de vot⁠(d). În cazul Perry v. Statele Unite ale Americii⁠(d) (1935) s-a stabilit că a patra secțiunea interzice unui Congres în funcție să abroge un contract încheiat de un Congres anterior. Secțiunea a cincea oferă Congresului puterea de a implementa prevederile amendamentului printr-o „legislație corespunzătoare”; totuși, în cazul City of Boerne v. Flores⁠(d) (1997) s-a stabilit că această putere nu poate fi utilizată pentru a contrazice modul în care Curtea Supremă a interpretat amendamentul.

## Textul
| “ | Secțiunea 1 Orice persoană născută sau naturalizată în Statele Unite și aflată sub jurisdicția sa este cetățean al Statelor Unite și al statului în care își are rezidența. Niciun stat nu va face și nu va implementa legi care să limiteze privilegiile sau imunităților cetățenilor Statelor Unite; niciun stat nu va priva o persoană de viață, libertate sau proprietate fără un proces echitabil și nici nu va nega vreunei persoane din jurisdicția sa dreptul la protecție egală în fața legii. Secțiunea 2 Reprezentanții [în Camera Reprezentanților] vor fi alocați statelor pe baza numărului locuitorilor lor, numărând toate persoanele din fiecare stat, cu excepția indienilor care nu plătesc impozite. Dar când dreptul de vot în alegerile pentru electori ai Președintelui și Vicepreședintelui Statelor Unite, pentru reprezentanții din Congres, pentru funcțiile executive și judiciare ale unui stat sau pentru membrii Adunărilor Legislative de acolo este negat vreunui locuitor de sex masculin al acelui stat, care are cel puțin douăzeci și unu de ani și este cetățean al Statelor Unite, sau limitat în vreun fel, cu excepția participării la o rebeliune sau pentru comiterea altui delict grav, baza reprezentării va fi redusă proporțional cu numărul acestor cetățeni de sex masculin raportat la numărul total de cetățeni care au împlinit douăzeci și unu de ani din acel stat. Secțiunea 3 Nimeni nu va deveni senator sau membru al Camerei Reprezentanților din Congres, sau elector al Președintelui și al Vice-Președintelui, și nici nu va deține vreo funcție civilă sau militară a Statelor Unite sau în oricare stat, dacă, depunând mai înainte un jurământ, ca membru al Congresului sau ca oficial al Statelor Unite, sau ca membru al oricărei Adunări Legislative a statelor, sau ca oficial al ramurii executive sau judiciare din oricare stat, de a apăra Constituția Statelor Unite, s-a angajat într-o insurecție sau într-o rebeliune împotriva lor, sau a acordat sprijin și susținere inamicilor acestora. Însă Congresul, printr-un vot de două treimi ale fiecărei Camere, poate înlătura o asemenea piedică. Secțiunea 4 Validitatea datoriei publice a Statelor Unite, autorizată prin lege, inclusiv datoria contractată pentru plata pensiilor și răsplăților pentru serviciile aduse în reprimarea insurecțiilor sau rebeliunilor, nu va fi pusă la îndoială. Însă nici Statele Unite și nici vreunul dintre state nu va asuma sau plăti vreo datorie sau obligație contractată în folosul unor insurecții sau rebeliuni împotriva Statelor Unite, sau vreo pretenție de compensare pentru pierderea sau emanciparea vreunui sclav; toate aceste datorii, obligații și revendicări vor fi considerate nule și neavenite. Secțiunea 5 Congresul va avea puterea de a implementa prevederile acestui articol printr-o legislație corespunzătoare. | ” |

## Context

### Clauza cetățeniei
Clauza cetățeniei a anulat decizia Curții Supreme în cazul Dred Scott v. Sandford (1857) prin care persoanele de culoare nu erau considerate cetățeni, nu puteau deveni cetățeni și nu le erau recunoscute beneficiile cetățeniei. Unii membri ai Congresului au votat pentru al XIV-lea amendament pentru a îndepărta îndoielile cu privire la constituționalitatea Legii pentru drepturile civile din 1866⁠(d) sau pentru a se asigura că niciun Congres viitor nu va putea abroga sau modifica principalele prevederi ale legii. Prin Legea pentru drepturile civile se acordase cetățenie tuturor persoanelor născute în Statele Unite care nu erau supuse unei puteri străine, iar această clauză a celui de-al XIV-lea amendament a dat caracter constituțional acestei regulă. Conform profesorului de drept constituțional Garrett Epps⁠(d), „doar un singur grup nu este 'supus jurisdicției' [Statelor Unite] - diplomații străini acreditați și familiile acestora, cei din urmă putând fi expulzați de către guvernul federal, dar nu arestați sau judecați”.

### Clauza privilegiilor și imunităților
Clauza Privilegiilor sau Imunităților, care protejează privilegiile și imunitățile acordate prin cetățenia națională în fața ingerințelor statelor, a fost modelată după Privileges and Immunities Clause⁠(d) din Articolul IV, care protejează privilegiile și imunitățile cetățeniei statale de imixtiunile altor state. În Slaughter-House Cases⁠(d) (1873), Curtea Supremă a hotărât că prin Constituție erau recunoscute două tipuri de cetățenie - „cetățenie națională” și „cetățenie statală” - și a susținut că această clauză interzice statelor să intervină în baza clauzei privilegiilor și imunităților acordate prin cetățenia națională. Curtea a decis că privilegiile și imunitățile oferite de cetățenia națională includ doar acele drepturi care „există datorită guvernului federal, caracterului său național, Constituției și legilor sale”. Curtea a recunoscut un număr limitat de astfel de drepturi: accesul la porturile maritime și căile navigabile, dreptul de a candida pentru funcții federal, protecția guvernului federal în timpul călătoriilor maritime, dreptul de a călători la sediul guvernului, dreptul de a se aduna în mod pașnic, dreptul de a adresa petiții guvernului etc.